# تریشا زورن
تریشا زورن(Trischa Zorn) شناگر نابیناآمریکایی متولد ۱ ژوئن ۱۹۶۴ است. او پرافتخارترین ورزشکار تاریخ پارا المپیک است. توانسته‌است ۴۱ طلا، ۹ نقره و ۵ برنز در این مسابقات کسب کند.